# Cercoceracris albovittata
Cercoceracris albovittata is een rechtvleugelig insect uit de familie veldsprinkhanen (Acrididae). De wetenschappelijke naam van deze soort is voor het eerst geldig gepubliceerd in 1976 door Descamps.
1. ↑  (en) Cercoceracris albovittata op de IUCN Red List of Threatened Species.